# Аммунира

Левант по материалам Амарнских писем

Аммунира (Хамунири; финик. Ammu-nira) — царь Берита во второй половине XIV века до н. э.

## Биография
Аммунира известен из писем, сохранившихся в Амарнском архиве. Он упоминается в пяти документах (письма № 136—138, 141 и 143).
О дате получения Аммунирой власти над Беритом сведений в исторических источниках не сохранилось. В Амарнских посланиях упоминается ещё об одном правителе этого города, Япа-Адде, противнике царя Библа Риб-Адди. Так как известно, что Аммунира владел Беритом в самом конце правления этого библского монарха, то, вероятно, что он был преемником Япа-Адды на престоле. На основании времени гибели Риб-Адди — середина XIV века до н. э. — правление Аммуниры датируется второй половиной того же века.
В письмах из Амарнского архива сообщается, что Аммунира владел небольшим царством, центром которого был город Берит. Из посланий свидетельствует, что Аммунира признавал себя правителем, подвластным египетскому фараону Эхнатону. Предшественник Аммуниры, царь Япа-Адда, упоминается в документах из Амарны как враг Риб-Адди и союзник врагов египтян, хабиру и правителя Амурру Азиру. Однако новый беритский правитель сразу же по вступлении на престол отказался от сотрудничества с противниками Эхнатона и заключил союз с царём Библа. В результате уже в первых трёх письмах Аммуниры, направленных к фараону, упоминается о серьёзной угрозе его владениям со стороны Азиру. В других посланиях правитель Берита назван союзником Риб-Адди, у которого библский царь нашёл убежище, после свержения с престола собственным младшим братом. Суля царю Берита и египетскому фараону большие денежные суммы, Риб-Адди попытался получить от этих правителей военную помощь для возвращения власти над Библом. Однако все его усилия оказались безуспешными. Более того, Аммунира вступил в переговоры с врагом бывшего библского царя, правителем Амурру Азиру, угрожавшим безопасности его собственных владений. Опасаясь попасть в руки своих врагов, Риб-Адди был вынужден поспешно уехать из Берита в Сидон. Вскоре он погиб во время своих скитаний по Леванту.
Дальнейшая судьба Аммуниры неизвестна. Вероятно, он правил ещё какое-то время, так как о других правителях Берита в документах из Амарны не сообщается. В последующие века при упоминании в источниках о Берите в качестве его правителей назывались только «люди города», то есть городская аристократия. Вероятно, это свидетельствует о том, что в древности в Берите была олигархическая форма правления.

## Комментарии
1. ↑  Предполагается, что этим неназванным в источниках по имени младшим братом Риб-Адди мог быть Илирабих[10][11][12].